# الدوري الروماني لكرة اليد
الدوري الروماني لكرة اليد (Liga Națională) هو الدوري الرئيسي لكرة اليد للمحترفين في رومانيا. يدار من قبل اتحاد كرة اليد الروماني. تأسس في سنة 1933، ويتكون حاليا من قبل 12 فريقا.